# لويد آر ليفيت الابن
لويد آر ليفيت الابن (بالإنجليزية: Lloyd R. Leavitt, Jr.) (و. 1928 – 2016 م) هو ضابط من الولايات المتحدة الأمريكية . ولد في ألبينا .

## الخدمة العسكرية
خدم في القوات الجوية الأمريكية.

## جوائز
حصل على جوائز منها:
- Meritorious Service Medal
- وسام "العمل الشجاع في الحرب الوطنية العظمى 1941-1945
- وسام الاستحقاق.